# Muraltmuur

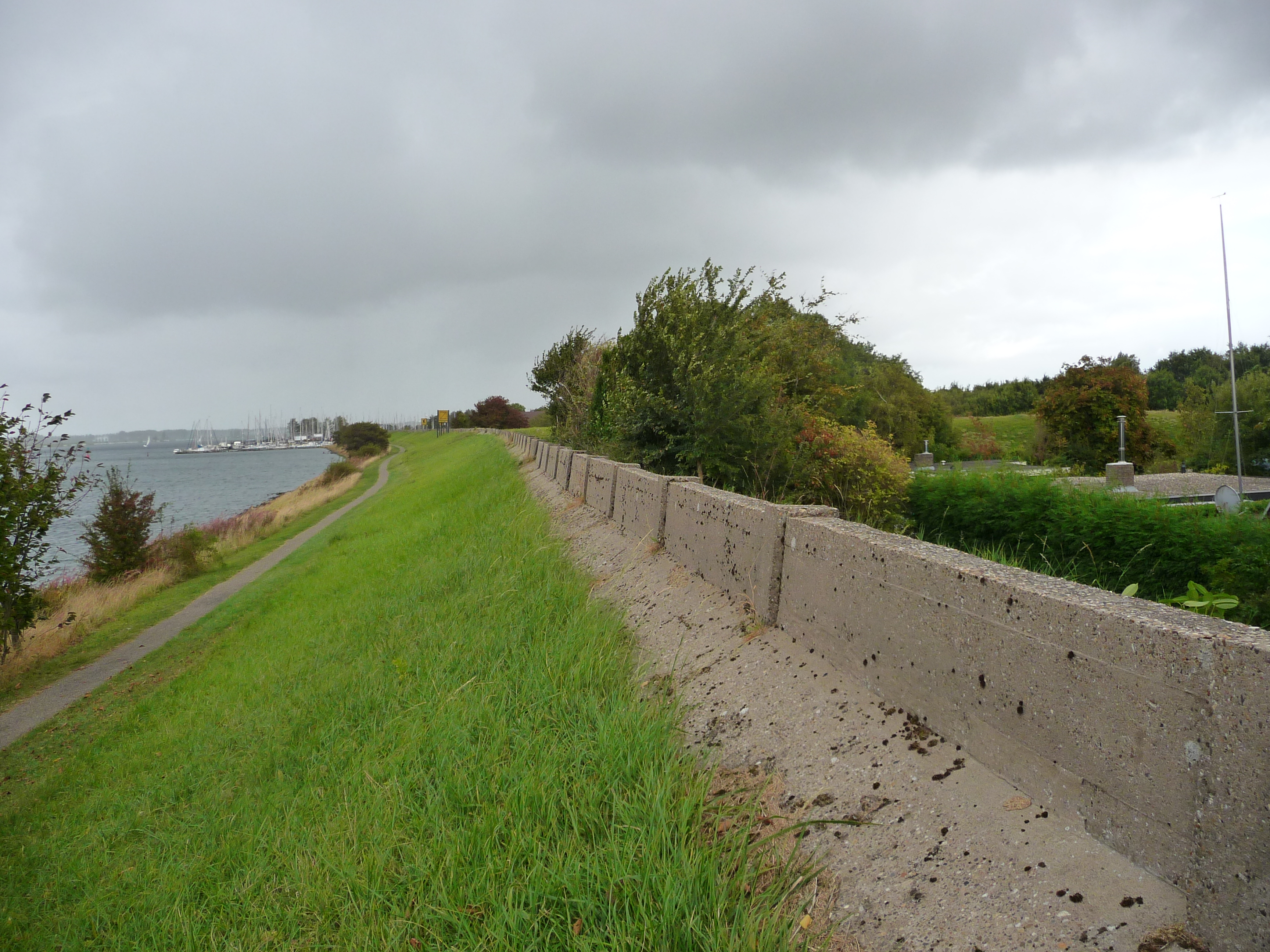
Muraltmuur bij Wolphaartsdijk

Een muraltmuur is een muurtje boven op een dijk, dat diende als alternatieve en goedkope dijkverhoging. Een muraltmuur bestaat uit drie of vier horizontale betonnen platen, van ongeveer een meter hoog, tussen betonnen staanders. 
Muraltmuren zijn een uitvinding van jonkheer ir. R.R.L. de Muralt, hoofd Technische Dienst van het waterschap Schouwen tussen 1903 en 1913. Na de stormvloed van 1906 ontwikkelde hij een goedkope manier om dijken te verhogen zonder het dijklichaam te hoeven verbreden. Tussen 1906 en 1935 werd ongeveer 120 km van deze muraltmuurtjes aangelegd, ongeveer een derde van alle toenmalige Zeeuwse buitendijken. De Muralt heeft ze uitgebreid beschreven in zijn lezing voor de Zeeuwse Waterschapsbond in 1931.  Tijdens de watersnood van 1953 bleken ze echter niet te voldoen. Dit kwam hoofdzakelijk omdat De Muralt ze bedoeld had om een overmatige golfoverslag op te vangen; het was niet zijn gedachte dat de muurtjes echt waterkerend zouden moeten worden. In 1953 was op veel plaatsen de waterstand zo hoog dat ook het stilwaterniveau tegen het muurtje kwam. Bovendien was toen de overslag over het muurtje zo groot geworden, dat er erosie aan de binnenzijde ging optreden. Ook dat was niet voorzien. Om deze reden werden de meeste muraltmuurtjes bij dijkverhogingen na 1953 afgebroken. Rond Wolphaartsdijk, de Rattekaai, tussen Scharendijke en Brouwershaven, tussen Burghsluis en Schelphoek, Kortgene, Scherpenisse en Terneuzen zijn nog diverse restanten van muraltmuren bewaard gebleven. Deze restanten hebben de status van rijksmonument.
Ook in West-Brabant staat nog een muraltmuur. Deze staat op de buitendijk tussen Willemstad en Klundert bij de waterzuivering (RWZI) Willemstad en is enkele kilometers lang. Op enkele plaatsen is deze muur weggespoeld in 1953. Deze plaatsen zijn te herkennen aan het beton dat wat afwijkt van het overige deel van de muur.